# Alfred D. Chandler Jr.
Alfred DuPont Chandler Jr. (15 de septiembre de 1918 - 9 de mayo de 2007) fue un historiador de la economía estadounidense, profesor de historia de los negocios en la Escuela de negocios de Harvard y en la Universidad Johns Hopkins.
Escribió extensamente sobre la escala y las estructuras de gestión de las corporaciones modernas. Sus obras redefinieron los negocios y la historia económica de la industrialización. Recibió el Premio Pulitzer de Historia por su trabajo, La mano visible: La revolución empresarial en los negocios estadounidenses (1977). Ha sido llamado "el decano de los historiadores de los negocios estadounidenses".

## Semblanza
Chandler era el bisnieto de Henry Varnum Poor. "Du Pont" aparentemente era un apellido dado a su abuelo porque su bisabuela fue criada por la familia Du Pont, con la que también tenía otras conexiones.
Chandler se graduó de la Academia Phillips Exeter en 1936 y en el Harvard College en 1940. Después de la Segunda Guerra Mundial, regresó a Harvard, terminó su maestría en 1946 y obtuvo su doctorado en 1952 bajo la dirección de Frederick Merk. Fue profesor en el MIT y en la Universidad Johns Hopkins antes de llegar a la Escuela de negocios de Harvard en 1970.

## Publicaciones
Chandler utilizó los documentos de su antepasado Henry Varnum Poor, un destacado analista de la industria ferroviaria, editor del American Railroad Journal y fundador de Standard & Poor's, como base para su tesis doctoral.
Chandler comenzó a analizar grandes empresas a principios de la década de 1960. Su libro Estrategia y estructura: capítulos en la historia de la empresa industrial (1962) examinó la organización de EI du Pont de Nemours and Company, Standard Oil de Nueva Jersey, General Motors y Sears, Roebuck and Co. Encontró que la organización gerencial se había desarrollado en respuesta a la estrategia comercial de las corporaciones. El libro fue votado como el undécimo libro de gestión más influyente del siglo XX en una encuesta de los Miembros de la Academy of Management.
Este énfasis en la importancia de un cuadro de gerentes para organizar y administrar corporaciones a gran escala, se expandió a una "revolución gerencial" en The Visible Hand: The Managerial Revolution in American Business (1977), obra por la que recibió un Premio Pulitzer. Desarrolló los temas de este libro en Scale and Scope: The Dynamics of Industrial Capitalism, (1990) y coeditó una antología sobre los mismos temas, con Franco Amatori y Takashi Hikino, Big Business and the Wealth of Nations (1997). 

## La mano visible
La obra maestra de Chandler fue La mano visible: La revolución empresarial en los negocios estadounidenses (1977). Sus primeros dos capítulos analizan las operaciones tradicionales de las pequeñas empresas operadas por sus propietarios en el comercio y la producción, incluidas las más grandes, las plantaciones de esclavos en el sur. Los capítulos del 3 al 5 resumen la historia de la gestión ferroviaria, con énfasis en las innovaciones no solo en tecnología sino también en contabilidad, finanzas y estadísticas. Luego recurrió a las nuevas operaciones comerciales que el sistema ferroviario hizo posible en la distribución masiva, como los intermediarios, los grandes almacenes y los pedidos por correo. Un muestreo rápido (cap. 8) revisa la innovación sistemática de la producción en masa. La integración de la distribución en masa y la producción en masa (cap. 9-11) condujo a muchas fusiones y al surgimiento de corporaciones industriales gigantes en 1900. La gestión para Chandler era mucho más que el CEO, era todo un sistema de técnicas e incluía a la gerencia media (cap. 11), así como la estructura corporativa de las firmas más grandes, como Standard Oil, General Electric, US Steel y DuPont (cap. 13 -14). Chandler argumentó que las empresas de gestión evolucionaron para aprovechar las técnicas productivas disponibles después de que la red ferroviaria estuviera en funcionamiento. Estas empresas tuvieron una mayor productividad y menores costos, lo que resultó en mayores ganancias. Las empresas crearon la "clase gerencial" en Estados Unidos porque necesitaban coordinar un sistema cada vez más complejo e interdependiente. Según Steven Usselman, esta capacidad para lograr la eficiencia a través de la coordinación, y no la avaricia monopolística anticompetitiva por parte de los barones ladrones, explicó los altos niveles de concentración en la industria estadounidense moderna.

## Síntesis organizacional
Junto con el economista Oliver E. Williamson y los historiadores Louis Galambos, Robert H. Wiebe y Thomas C. Cochran, Chandler fue un destacado historiador de la noción de síntesis organizacional.
Argumentó que durante el siglo XIX, el desarrollo de nuevos sistemas basados en la energía del vapor y la electricidad creó una Segunda Revolución Industrial, que dio como resultado industrias mucho más intensivas en capital que la revolución industrial del siglo anterior. La movilización del capital necesario para explotar estos nuevos sistemas requirió un mayor número de trabajadores y gerentes, y plantas físicas más grandes que nunca. Más particularmente, la tesis de The Visible Hand es que, en contra de otras tesis sobre cómo funciona el capitalismo, la estructura administrativa y la coordinación administrativa reemplazaron a la "mano invisible" (las fuerzas del mercado) de Adam Smith como el impulso central del desarrollo y la estructuración de los negocios modernos. 
A raíz de este aumento de la escala industrial, surgieron tres modelos exitosos de capitalismo, que Chandler asoció con los tres principales países del período: Gran Bretaña ("capitalismo personal"), Estados Unidos ("capitalismo competitivo") y Alemania ("capitalismo cooperativo"). 
A pesar de las importantes diferencias en estos tres modelos, el hilo común entre las naciones desarrolladas es que la gran empresa industrial ha sido el motor del crecimiento de tres maneras: primero, ha proporcionado puntos focales para el capital y el trabajo a gran escala; segundo, se convirtió en el educador mediante el cual una nación aprendió la tecnología pertinente y desarrolló habilidades gerenciales; tercero, sirvió como el núcleo alrededor del cual crecieron las empresas medianas y pequeñas que lo abastecen y sirven. 

## Influencia
El trabajo de Chandler fue algo ignorado en los departamentos de historia, pero demostró ser influyente en los negocios, la economía y la sociología.
En el campo de los negocios, a Chandler, junto con Kenneth R. Andrews e Igor Ansoff, se le atribuye el papel fundamental en la introducción y popularización del concepto de estrategia comercial. La teoría de la estrategia de Chamberlain cita la estrategia y la estructura de Chandler repetidamente como una fuente de conceptos clave.
En sociología, antes de la investigación de Chandler, algunos sociólogos asumieron que no había diferencias entre las organizaciones gubernamentales, las corporativas y las que no tienen fines de lucro. El enfoque de Chandler en las corporaciones demostró claramente que había diferencias, y esta tesis ha influido en el trabajo de los sociólogos organizacionales desde fines de la década de 1970. También motivó a los sociólogos a investigar y criticar el trabajo de Chandler más de cerca, apareciendo casos en los que Chandler asumió que las corporaciones estadounidenses actuaban por razones de eficiencia, cuando realmente operaban en un contexto de política o de conflicto.

## Lecturas relacionadas
- John, Richard R. "Elaborations, Revisions, Dissents: Alfred D. Chandler Jr.'s, The Visible Hand After Twenty Years." Business History Review 71#2 (1997): 151-200.  online
- John, Richard R. "Turner, Beard, Chandler: Progressive Historians." Business History Review 82.02 (2008): 227-240.
- Laird, Pamela Walker. "Alfred D. Chandler Jr. and the Landscape of Marketing History." Journal of Macromarketing 20#2 (2000): 167-173.
- Sicilia, David B. "Cochran's Legacy: A Cultural Path Not Taken." Business and Economic History (1995): 27-39. online
- K.E. Aupperle, W. Acar & D. Mukherjee: “Revisiting the Fit-Performance Thesis Half a Century Later: A Historical Financial Analysis of Chandler's Own Matched and Mismatched Firms.”  Business History (2013), doi 10.1080/00076791.2013.790369.
- W. Acar, R.J Keating, K.E. Aupperle, W.W. Hall & R.A. Engdahl: “Peering at the Past Century's Corporate Strategy Through the Looking Glass of Time-Series Analysis: Extrapolating from Chandler's Classic Mid-Century American Firms?”  Journal of Management Studies, (2003) 40 (5): 1225-1254.

## Archivos y registros
- Alfred D. Chandler, Jr. papers at Baker Library Special Collections, Harvard Business School.
- Poor family Papers, 1791-1921. Schlesinger Library Archivado el 9 de mayo de 2012 en Wayback Machine., Radcliffe Institute, Harvard University.
- Additional papers of the Poor family, 1778-2008. Schlesinger Library Archivado el 9 de mayo de 2012 en Wayback Machine., Radcliffe Institute, Harvard University.

- Datos: Q1336939